# Martin József
Martin József (Miszla, 1944. május 2. –) magyar újságíró, lapszerkesztő, egyetemi tanár.

## Élete
Szülei: Miszlán Martin József és Latzel Zsuzsanna.
1963-1967 között a Marx Károly Közgazdaságtudományi Egyetem hallgatója volt. (a Közgazdász hetilapnál cikkeket írt).)
1971-ben végezte el a MÚOSZ Újságíró Iskolát.
1967-1982 között a Magyar Nemzet belső munkatársa, 1981-1982 között főmunkatársa volt. 1982-1986 között a lap moszkvai tudósítója, 1986-1990 között pedig külpolitikai rovatvezetője volt. 1990-ben fél évig a lap főszerkesztője is volt. 1990-től 5 évig ismét a Magyar Nemzet főmunkatársa, 1993-1994 között pedig párizsi és brüsszeli tudósítója volt. 1995-1996 között a Magyar Hírlap főszerkesztő-helyettese volt. 1997-1999 között újra a Magyar Nemzet főmunkatársa lett, és ugyanebben az időszakban az Európai Újságírók Szövetségének magyar tagozatának alelnöke, 2000 óta elnöke. 
1998 óta az Eszterházy Károly Főiskola tanszékvezető tanára. 2001 óta a Vasárnapi Hírek főszerkesztő-helyettese. A Joseph Pulitzer-emlékdíj kuratóriumának tagja.

## Magánélete
1970-1997 között Simon Ágnes volt a felesége. Két gyermekük született; József (1970) és Judit (1978).

## Művei
- Mit kell tudni a Közös Piacról? (1973)
- A Volkswagen-sztori (1979)
- Magyar Nemzet 50 év jubileumi emlékkönyv 1938–1988 (szerkesztő)
- Pulitzer-antológia (szerkesztő, 1999, 2005)
- Március idusától az aradi Golgotáig (2000)
- Idősíkok ellenfényben. Pulitzer-antológia, 1999–2004; szerk. Martin József; Mundus, Budapest, 2005
- Karikatúra a betűtengerben (társszerző, Kaján Tiborral, 2005)
- Iszlám művészet. Magyar műgyűjtő világhírű gyűjteménye a Manor House-ban. Londoni beszélgetések dr. Unger Ödön pesti polgárral; összeáll. Martin József, ford. Térfy Anna; Mundus, Budapest, 2010 (Acropolis artium)
- Klió és a médiagalaxis. Tanulmányok a 70 éves Buzinkay Géza tiszteletére; szerk. Martin József, Széchenyi Ágnes; Eszterházy Károly Főiskola–Corvina, Eger–Budapest, 2011
- A rendszerváltás igézetében. Huszonöt év egy publicista pályáján; L'Harmattan, Budapest, 2015
- Ismeretlen ismerősünk. Gajári Ödön élete és pályája. Az Ujság a dualizmus liberális sajtóvilágában; L'Harmattan, Budapest, 2023

## Díjai
- Mihályfi Ernő-díj (1973)
- Eszterházy Károly-emlékérem (2003)
- Táncsics Mihály-díj (2003)
- Joseph Pulitzer-emlékdíj[3] (2023)

## Videófelvételek
- Kun Zsuzsa. 80 éves Martin József, a legendás újságíró, volt moszkvai tudósító. Klubdélelőtt. Klubrádió. – Youtube.com, Közzététel: 2024. június 1.

## Külső hivatkozások
- http://media.ektf.hu/munkatarsak/oneletrajzok/martincv.html Archiválva 2011. október 3-i dátummal a Wayback Machine-ben
- (Magyar) Nemzet és Európa. Tanulmányok a 70 éves Martin József tiszteletére; szerk. Széchenyi Ágnes, Buzinkay Géza; Líceum, Eger, 2014

- Martin József újságíró, egyetemi tanár írta az aranydiplomájának átvételekor: „az előadók és a tankönyvszerzők – jobbára akaratuk ellenére – mégis sejtetni engedték, hogy a világnak nem csak egyféle magyarázata lehetséges, hogy a szocializmuson túl is van élet, amelyről azért sokan sejtettük, sőt tudtuk, hogy jobb és szabadabb, mint a mienk.” BCE. Jubileumi Évkönyv. Budapest. 2017. 142. In.: Sipos Béla: A Marx Károly Közgazdaságtudományi Egyetem (1953-1989) a „pártos” egyetem. Toll és Igazság. Történelem. 2024.04.30.Írta: _ |: Dr. Sipos Béla: A Marx Károly Közgazdaságtudományi Egyetem (1953-1989) a „pártos” egyetem. (magyar nyelven), 2024. április 30. (Hozzáférés: 2024. május 8.)